# Vasili Arjípov
Vasili Aleksándrovich Arjípov (en ruso: Василий Александрович Архипов; Zvorkovo, Óblast de Moscú, 30 de enero de 1926 - Zheleznodorozhny, Óblast de Moscú, 19 de agosto de 1998) fue un oficial naval soviético. Durante la crisis de los misiles en Cuba, impidió el lanzamiento de un misil nuclear y por tanto, una posible guerra nuclear. Thomas Blanton expresó en 2002, cuando era director del National Security Archive, que «un hombre llamado Vasili Arjípov salvó el mundo».

## Biografía

### Primeros años de vida
Arjípov nació en una familia de campesinos cerca de Moscú. Fue educado en la Escuela Superior Naval del Pacífico y participó en la guerra soviética contra Japón en agosto de 1945, sirviendo a bordo de un dragaminas. Fue transferido a la Escuela Superior Naval del Caspio y se graduó en 1947. Sirvió a bordo de un submarino en el mar Negro, del Norte y el Báltico.

### Incidente K19
En julio de 1961, Arjípov fue nombrado comandante adjunto o director ejecutivo del nuevo submarino K-19. Respaldó al capitán Nikolái Vladímirovich Zatéiev (1926-1998) durante el potencial motín y recibió una dosis de radiación después del accidente. Este incidente se muestra en la película estadounidense K-19: The Widowmaker.

### Crisis de los misiles de Cuba

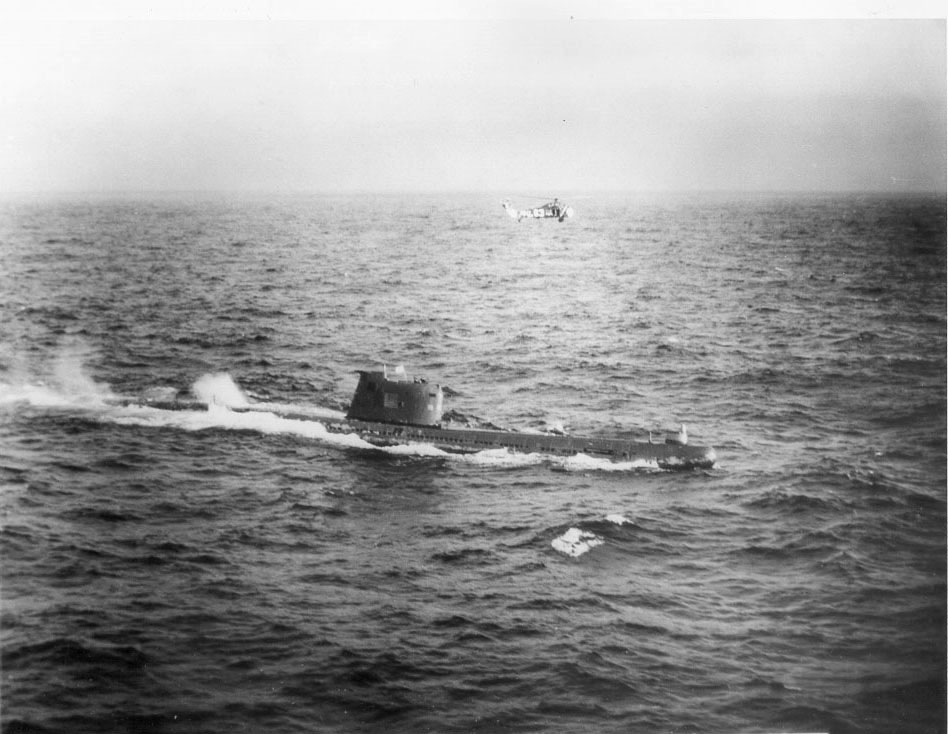
Submarino soviético B-59 cerca de Cuba, durante la crisis de los misiles.

El 27 de octubre de 1962, durante la crisis de los misiles de Cuba, un grupo de 11 destructores de la Armada de los Estados Unidos y el portaaviones USS Randolph localizaron el submarino B-59 de la clase Foxtrot, armado con energía nuclear y propulsado por diésel, cerca de Cuba (El B-59 fue uno de los cuatro submarinos de la clase Foxtrot enviados por la URSS al área alrededor de Cuba). A pesar de estar en aguas internacionales, la Armada de los Estados Unidos comenzó a lanzar cargas de profundidad de señalización, que tenían como objetivo obligar al submarino a salir a la superficie para su identificación.
Para entonces, no había habido contacto del submarino con Moscú durante varios días, y aunque la tripulación del B-59 había estado captando transmisiones de radio civiles estadounidenses con anterioridad, el submarino estaba demasiado profundo para monitorear cualquier tráfico de radio, ya que estaba ocupado tratando de esconderse de sus perseguidores estadounidenses. Los que estaban a bordo no sabían si la guerra había estallado o no. El capitán del submarino, Valentín Grigórievich Savítsky, decidió que una guerra podría haber comenzado ya y quiso lanzar un torpedo nuclear T-5. 
A diferencia de otros submarinos soviéticos armados con el "arma especial", donde sólo el capitán y el oficial político eran necesarios para autorizar un lanzamiento nuclear, en el B-59 eran necesarios tres oficiales a bordo para autorizar el lanzamiento porque Arjípov era también el jefe de personal de la brigada (no el comandante como a menudo se informa incorrectamente, que de hecho era el capitán de primer rango Vasili Naumovich Agafonov). Los tres hombres eran el capitán Savitsky, el oficial político Iván Semyonovich Maslennikov y el oficial ejecutivo Arjípov. Se desató una discusión entre los tres, y sólo Arjípov se opuso al lanzamiento.
Aunque Arjípov era sólo el segundo al mando del B-59, también era el jefe de personal de la flotilla. Según el autor Edward Wilson, la reputación que Arkhipov había ganado por su valiente conducta en el incidente del K-19 del año anterior jugó un papel importante en el debate sobre el lanzamiento del torpedo. Arjípov finalmente persuadió a Savitsky para que saliera a la superficie y esperara órdenes de Moscú. Su persuasión evitó efectivamente una guerra nuclear que probablemente habría sobrevenido si se hubiera disparado el arma nuclear. Las baterías del B-59 se agotaron y su aire acondicionado falló, lo que provocó un calor extremo y generó altos niveles de dióxido de carbono dentro del submarino. Emergió en medio de los buques de guerra estadounidenses que lo perseguían e hizo contacto con un destructor estadounidense. Después de las discusiones con el barco, la flota rusa ordenó al B-59 que pusiera rumbo de regreso a la Unión Soviética.
En 1997, Arjípov escribió que, después de salir a la superficie, su submarino fue atacado con disparos de advertencia por aviones estadounidenses: "El avión, que volaba sobre la torre de mando, entre uno y tres segundos antes del inicio del fuego encendió potentes reflectores y cegó a la gente que estaba en el puente... cuando [el comandante] parpadeó y parpadeó y pudo ver de nuevo, quedó claro que el avión estaba disparando más allá y a lo largo del barco. Y las acciones similares posteriores (hubo 12 sobrevuelos en total) ya no fueron tan preocupantes".
Las acciones tomadas por Arjípov sirvieron, en parte, como inspiración para la película estadounidense Marea roja.
En 2024, Serguéi Radchenko, un historiador británico, dijo en una entrevista que la evidencia sobre la participación de Arjípov en la crisis cubana se basa en la historia oral publicada por Svetlana Savranskaya. Cuando el Ministerio de Defensa de Rusia desclasificó en 2022 los materiales relacionados con la crisis, el material no mencionaba el incidente de Arjípov.

### Vida posterior
Después de la crisis de los misiles de Cuba, Arjípov continuó en la armada soviética. Fue ascendido a contralmirante en 1975 y se convirtió en jefe de la Academia naval Kírov. Fue ascendido a vicealmirante en 1981 y se retiró a mediados de los años 80. Posteriormente se asentó en Zheleznodorozhny, en el Óblast de Moscú, donde murió en 1998. 
En la conferencia conmemorativa del 40.º aniversario de la crisis de los misiles de Cuba celebrado en La Habana el 13 de octubre de 2002, Robert McNamara, Secretario de Defensa de Estados Unidos durante la crisis, admitió que la guerra nuclear había estado más cerca de lo que la gente había pensado.
En el libro Kubínskaya Samba Kvarteta Fokstrótov de Aleksandr Mozgovoy, del 2002, retiró al comandante Vadim Pávlovich Orlov, un participante en los eventos, presentándolos menos dramáticos, diciendo que el capitán perdió los estribos pero que finalmente se calmó.

## Condecoraciones
- Orden de la Bandera Roja
- Orden de la Estrella Roja